# Gunnar Svensson
Gunnar Torsten Svensson, född 3 februari 1920 i Boden, död 18 augusti 1995 i Sundbyberg, var en svensk jazzmusiker och kompositör även känd under artistnamnet "Helmer Bryd".

## Biografi
Gunnar Svensson var son till radiomannen Torsten Svensson och dennes hustru Irma, född Wagner. Han radiodebuterade som femåring i sin fars radioprogram Tottas brevlåda, en lokal Bodenvariant av Sven Jerrings Barnens brevlåda. Direkt efter realexamen vid Skellefteå högre allmänna läroverk i slutet av 1930-talet fick han jobb i Paul Berntons orkester i Umeå , och i början av karriären spelade han ofta iförd realmössa.
Svensson blev heltidsmusiker 1942, först i Malmö, i Gösta Tönnes orkester och sedan i Stockholm, i Seymour Österwalls och Carl-Henrik Norins orkestrar, med flera. Han var en av 1940-talets mer kända jazzpianister i Sverige och spelade tillsammans med Alice Babs och Arne Domnérus på danspalatset Nalen, där han blev kvar i flera år.
År 1957 arbetade han med Hans Alfredson i radioprogrammet M/S Thure II och när Svensson sedan fick erbjudandet om att spela tillsammans med sin trio i AB Svenska Ords första revy, Gröna Hund (1962), började ett över 20 år långt samarbete mellan honom och Hasse och Tage.

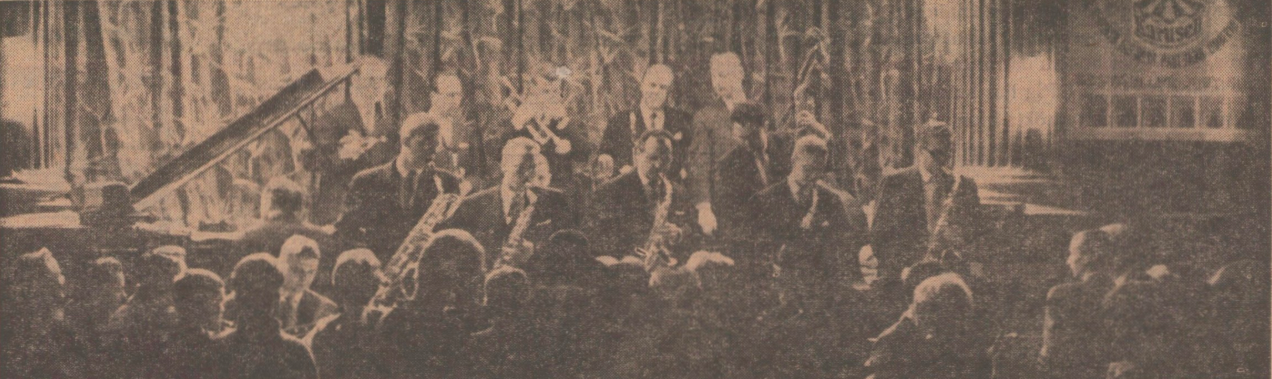
Foto från spelningen på Nalen 18 januari 1961, då Arne Domnérus med Gunnar Svensson och Carl Henrik Norins orkestrar för kvällen bildat ett storband.

I radio-  och TV-programmet Mosebacke monarki medverkade Svensson som "Helmer Bryd", kapellmästare för Helmer Bryds Eminent Five Quartet.
Gunnar Svensson är gravsatt i minneslunden på Sundbybergs begravningsplats. Gunnar Svensson är David Hellenius morfar och Esbjörn Svenssons fars kusin.

## Priser och utmärkelser
- 1990 – Hedersledamot vid Norrlands nation i Uppsala [6]
- 1995 – Thore Ehrling-stipendiet

## Filmografi

### Musik (i urval)
- 1960 – Röda mattan
- 1965 – Calle P
- 1967 – Den nakne mannen och mannen i frack
- 1968 – I huvet på en gammal gubbe
- 1969 – Herkules Jonssons storverk
- 1972 – Mannen som slutade röka
- 1975 – Sagan om Karl-Bertil Jonssons julafton
- 1978 – Picassos äventyr
- 1981 – Sopor
- 1981 – Tuppen
- 1983 – P&B

### Roller
- 1955 – Danssalongen
- 1971 – Äppelkriget
- 1972 – Mannen som slutade röka
- 1975 – Släpp fångarne loss – det är vår!
- 1978 – Picassos äventyr
- 1981 – Sopor